# Bob Holly
Robert William Howard (Grants Pass, 29 januari 1963), beter bekend als "Hardcore" Bob Holly is een Amerikaans professioneel worstelaar die actief was in de World Wrestling Entertainment (WWE).
Robert werd vrijgegeven van zijn WWE contract op 16 januari 2009.

## In worstelen
- Afwerking bewegingen
  - Hollycaust / Falcon Arrow (Sitout suplex slam; 1999–2002)

- Kenmerkende bewegingen
  - Atomic drop
  - Back elbow strike
  - Diving clothesline
  - Dropkick
  - Forearm smash
  - Half nelson or a full nelson slam
  - Jumping knee drop
  - Kick to the midsection of a rope hung opponent
  - Knife-edged chop
  - Leg drop, sometimes from the top rope
  - Vertical suplex

- Managers
  - Jim Cornette
  - Molly Holly
  - Paul Heyman

- Bijnamen
  - "The Alabama Slamma"
  - "Hollywood" Bob Howard
  - "The Big Shot"
  - "The Hardcore King"

## Prestaties
- NWA New York
  - NWA World Tag Team Championship (1 keer met Bodacious Bart)

- World Wrestling Federation/World Wrestling Entertainment
  - WWF/WWE Hardcore Championship (6 keer)
  - WWE World Tag Team Championship (3 keer; 1x met The 1-2-3 Kid, 1x met Crash Holly en 1x met Cody Rhodes)

- World Wrestling Organization
  - WWO Tag Team Championship (1 keer met Ron Starr)
  - WWO United States Championship (1 keer)